# Sklené nad Oslavou
Sklené nad Oslavou é uma comuna checa localizada na região de Vysočina, distrito de Žďár nad Sázavou.